# Francesco Moiso
Francesco Moiso (Torino, 7 luglio 1944 – 9 novembre 2001) è stato un filosofo italiano.

## Biografia
Esperto di storia della filosofia e della scienza di fama internazionale, ha insegnato nelle Università di Torino, Macerata e Milano (1991-2001). Le sue ricerche hanno riguardato la filosofia post-kantiana, con particolare attenzione al pensiero di Salomon Maimon, l'idealismo tedesco, con ricerche su Kant, Fichte, Schelling e Hegel, Goethe e l'età goethiana, Achim von Arnim, il concetto di esperienza ed esperimento nel Romanticismo, la filosofia di Nietzsche nel suo rapporto con le scienze, il pensiero di Ernst Mach e di Ortega y Gasset. È stato membro della Schelling Kommission Archiviato il 23 novembre 2016 in Internet Archive. per l'edizione critica delle opere di Friedrich Wilhelm Joseph Schelling. Ha partecipato alla Enciclopedia Multimediale delle Scienze Filosofiche di Rai Educational con due interventi su La filosofia della natura tedesca e sulla "Scienza specialistica e visione della natura nell’età goethiana". Presso l'Università di Udine è stato istituito il  CIRM - Centro Interdipartimentale di Ricerca sulla Morfologia “Francesco Moiso”. Fondamentali, tra le altre opere, per la ricerca filosofico-scientifica le 210 pagine dedicate a Magnetismus, Elektrizität, Galvanismus, in F.W.J. Schelling, Historisch-kritische Ausgabe. Ergänzungsband zu Werke Band 5. bis 9. Wissenschaftshistorischer Bericht zu Schellings naturphilosophischen Schriften 1797-1800, Stuttgart, Frommann-Holzboog, 1994, pp. 165-375 e le oltre 100 pagine dedicate a Preformazione ed epigenesi nell'età goethiana, in Il problema del vivente tra Settecento e Ottocento. Aspetti filosofici, biologici e medici, a cura di V Verra, Roma, Istituto della Enciclopedia Italiana (1992), pp. 119-220. Caratteristica degli studi di Moiso è la connessione tra ricerca storico-filosofica e impianto teoretico, fatto particolarmente evidente nel volume su Schelling del 1991.

## Monografie
- La filosofia di Salomone Maimon, Milano, Mursia, 1972
- Natura e cultura nel primo Fichte, Milano, Mursia, 1979
- Vita natura libertà: Schelling, 1795-1809, Milano, Mursia, 1990
- Preformazione ed epigenesi nell'età goethiana, in II problema del vivente tra Settecento e Ottocento. Aspetti filosofici, biologici e medici, a cura di V Verra, Roma, Istituto della Enciclopedia Italiana (1992), pp. 119-220.
- Magnetismus, Elektrizität, Galvanismus, in F.W.J. Schelling, Historisch-kritische Ausgabe. Ergänzungsband zu Werke Band 5. bis 9. Wissenschaftshistorischer Bericht zu Schellings naturphilosophischen Schriften 1797-1800, Stuttgart, Frommann-Holzboog, 1994, pp. 165-375.
- Nietzsche e le scienze, Milano, Cuem, 1999.
- Goethe tra arte e scienza, Milano, Cuem, 2001.
- Goethe: la natura e le sue forme, edizione postuma a cura di Cornelia Diekamp, Milano, Mimesis, 2002.
- La filosofia della mitologia di F.W.J. Schelling, a cura di Matteo Vincenzo d'Alfonso, Milano, Mimesis, 2014 (prima edizione 1991).

## Altre opere
- Schellings Elektrizitätslehre 1797-1799, in: Heckmann, Reinhard; Krings, Hermann; Meyer, Rudolf W. (Hg.): Natur und Subjetivität. Zur Auseinandersetzung mit der Naturphilosophie des jungen Schelling, Stuttgart 1985, pp. 59-97.
- Die Hegelsche Theorie der Physik und der Chemie in ihrer Beziehung zu Schellings Naturphilosophie, in Hegels Philosophie der Natur, hrsg. von R.-P. Horstmann und M.J. Petry. Stuttgart 1986, pp. 54-87.
- Il nulla e l'assoluto. La Wissenschaftslehre 1805 e Philosophie und Religion, in "Annuario Filosofico", 4(1988), pp. 179-245.
- Teleologia dopo Kant, In: Giudizio e interpretazione in Kant. atti del Convegno Internazionale per il II Centenario della Critica del Giudizio di Immanuel Kant (Macerata, 3-5 ottobre 1990, Genova 1992, pp. 37-94
- Idee in Schelling, in IDEA - VI Colloquio Internazionale - Roma, 5-7 gennaio 1989. A cura di M. Fattori e M. Bianchi, Olschki ed, Firenze 1990, pp.329-392.
- Friedrich Wilhelm Joseph Schelling, "Ricerche filosofiche sull'essenza della libertà umana: e gli oggetti che vi sono connessi", Commentario a cura di A. Pieper e O. Höffe, edizione italiana a cura di F. Moiso e F, Viganò, Milano, Guerini e Associati, 1995.
- Introduzione. Le Ricerche: una svolta nel pensiero di Schelling?, in *Friedrich Wilhelm Joseph Schelling, "Ricerche filosofiche sull'essenza della libertà umana: e gli oggetti che vi sono connessi", Commentario a cura di A. Pieper e O. Höffe, edizione italiana a cura di F. Moiso e F, Viganò, Milano, Guerini e Associati, 1995, pp. 13-27.
- Dio come persona, in *Friedrich Wilhelm Joseph Schelling, "Ricerche filosofiche sull'essenza della libertà umana: e gli oggetti che vi sono connessi", Commentario a cura di A. Pieper e O. Höffe, edizione italiana a cura di F. Moiso e F, Viganò, Milano, Guerini e Associati, 1995, pp. 273-299.
- De Candolle et Goethe. Botanique et Philosophie de la Nature entre la France et l'Allemagne, in Sciences et techniques en perspective, 1.1 (1997): 85-123.
- Kants naturphilosophisches Erbe bei Schelling und von Arnim, In "Fessellos durch die Systeme". frühromantisches Naturdenken im Umfeld von Arnim, Ritter und Schelling, Stuttgart - Bad Cannstatt 1997, pp. 203-274.
- La Naturphilosophie e i paradossi dell'infinito, in: "Romanticismo e modernità", Torino 1997, pp. 143-205.
- La scoperta dell’osso intermascellare e la questione del tipo osteologico, in G. Giorello, A. Grieco (eds.), Goethe scienziato, pp. 298–337. Torino, Einaudi, 1998.
- Schelling: l'antico nella filosofia dell'arte, in "Rivista di estetica", Torino, 10(1999), pp. 25-48.
- Arnims Kraftlehre, in: "Frische Jugend, reich an Hoffen" - Der junge Arnim. Zernikower Kolloquium der Internationalen Arnim-Gesellschaft, Tübingen 2000, pp. 85-120
- Ortega y Gasset pensatore e narratore dell'Europa(Milano, 13 - 14 novembre 1998, Gargnano del Garda, 16-18 novembre 1998) Milano: Cisalpino, 2001 (Acme / Quaderni; 48)
- E ho visto le idee addirittura con gli occhi, in: Goethe: la natura e le sue forme (Atti del Convegno Arte, scienza e natura in Goethe; Torino 2000), Milano, Mimesis, 2002, a cura di Cornelia Diekamp, pp. 9-17.
- Experientia/experimentum nel Romanticismo, in M. Veneziani (ed.), Experientia, Firenze: Olschki, 2002, pp. 435-522.
- L'albero della malattia. Motivi della medicina in età romantica, in Atti della sofferenza. Atti del seminario di studi. Udine 18-19 novembre 1999, a cura di C. Casale e G. Garelli, Itinerari, 42(2003), pp. 189-198.
- La percezione del fenomeno originario e la sua descrizione, in: Arte, scienza e natura in Goethe. Torino 2005, pp. 293-310